# Theodore-Charles Gruyere
Theodore-Charles Gruyere, nacido el 17 de septiembre de 1813 en París y fallecido en 1885, fue un escultor francés.

## Datos biográficos

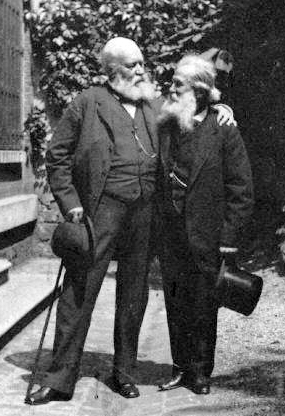
Retrato de Charles Gounod y Ernest Hébert en 1880. 40 años antes habían coincidido ambos con Gruyere en la Academia de Francia en Roma

En 1836 entra como alumno de Auguste Dumont en la École nationale supérieure des beaux-arts de París. 
En 1837 es finalista en el concurso del Premio de Roma, obteniendo un segundo premio, compartido con Nicolas Victor Villain. Ambos son superados por Louis-Léopold Chambard. En esa ocasión el tema impuesto para el concurso fue Mario sobre las ruinas de Cartago (del francés: Marius sur les ruines de Carthage). La obra presentada por Gruyere no se conserva.
Adquiere notoriedad cuando gana en 1839 el Prix de Rome, con el bajorrelieve en yeso titulado El juramento de los siete cargos frente a Tebas (del francés: Le serment des sept chefs devant Thèbes). Ese año fueron premiados Hector Lefuel (arquitectura) , Vauthier (grabado), Charles Gounod (Música), Ernest Hébert y Theodore-Charles Gruyere. el viaje a Roma desde París duraba casi dos meses, y el Ministerio les entregó 600 francos para los gastos reglamentarios del viaje.
A su llegada a Roma, Gruyere fue recibido por Ingres, director de la Academia. Permanece pensionado en Roma durante cinco años, de 1840 a 1844. Durante el tiempo que permanece en la Academia de Francia en Roma se dedica al estudio de los clásicos, bajo la dirección de Ingres primero y del pintor Victor Schnetz a partir de 1841.
El 11 de junio de 1849 el Ministerio del Interior le encargó un busto del pintor Jean-Baptiste Greuze , para las galerías del Louvre, que le fue pagado el 23 de enero y entregado por el escultor el 6 de febrero de 1850.
En el Salón de París de 1857, presentó la figura en mármol de Chactas, también llamado Atala, el indio sentado.
En 1864 prepara los modelos para los adornos de la puerta de triunfo del Emperador en el Louvre (del francés: Triomphe du guichet de l'Empereur), actual Puerta de los Leones. Las piezas en piedra calcárea fueron ejecutadas en 1866, entre ellas la cabeza del emperador (RF 3662) que se conserva en el Louvre. 
En 1865, realiza en mármol, otra figura del Indio sentado
En torno a 1866 realiza un modelo de yeso en altorrelieve, para un frontón de la Ópera de París. Esta obra, representa las alegorías de la escultura y la Pintura. La obra en piedra, fue ejecutada en 1866 e instalada en la fachada principal (cuerpo delantero derecho), de la Ópera Garnier.
En 1867 se le encarga la decoración de la fachada de la Iglesia de Santo Tomás de Aquino , en la rue de Bac de París. comparte el proyecto con Nicolas Victor Villain.
En 1875, fue nombrado miembro del Instituto de Francia. También fue nombrado Caballero de la Legión de Honor.	
Falleció en París en 1885. En el momento de su muerte, el escultor Justin-Chrysostome Sanson realizó un medallón en yeso con el retrato de Theodore-Charles Gruyere

## Obras

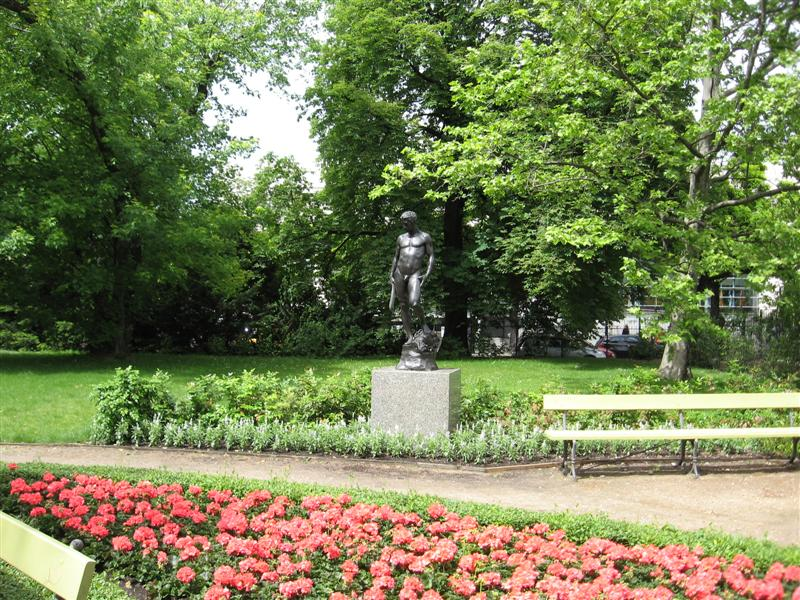
Estatua de Perseo en el Parque Ujazdowski de Varsovia

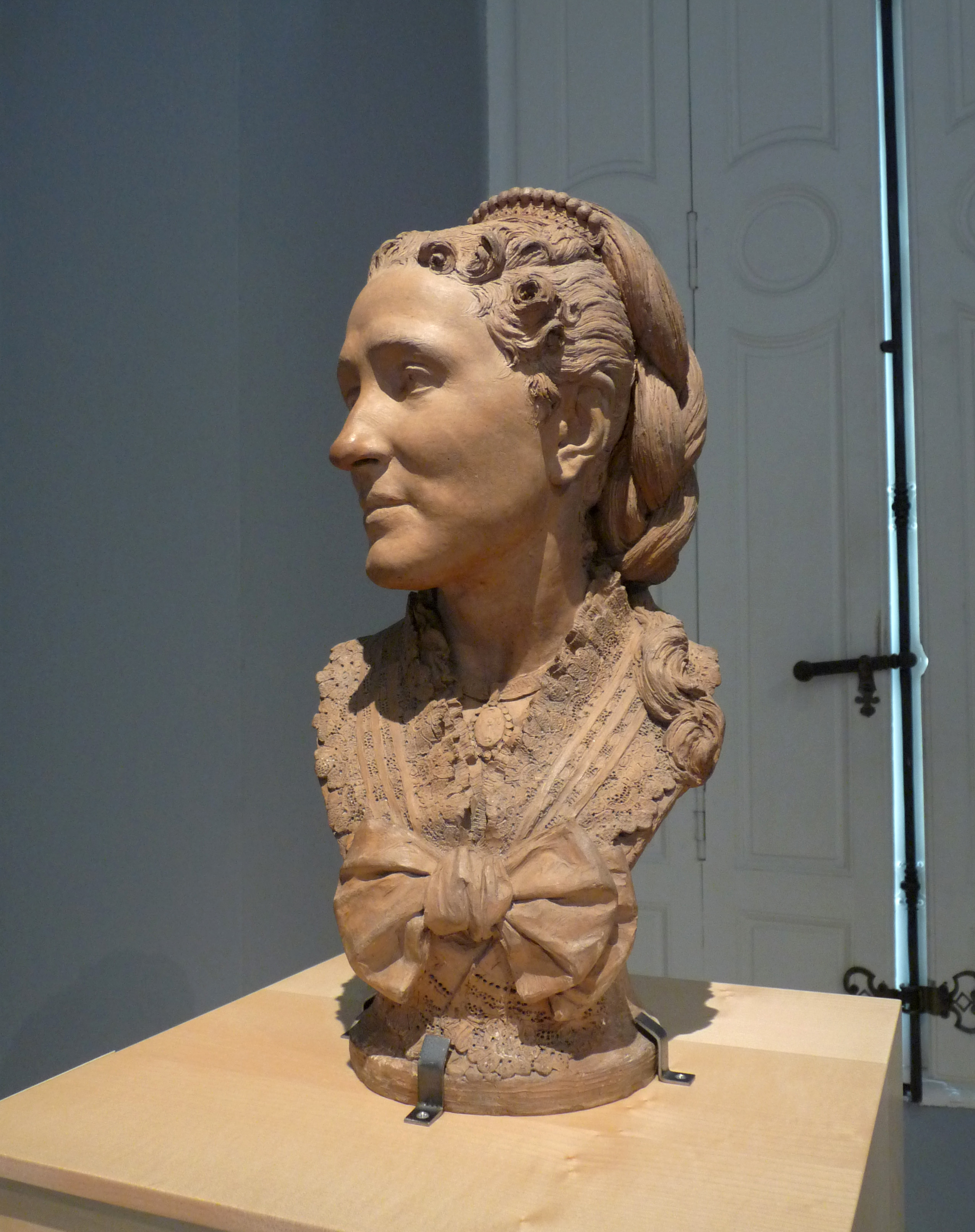
Busto de mujer en el Museo de Bellas Artes de Estrasburgo

Entre las mejores y más conocidas obras de Theodore-Charles Gruyere se incluyen las siguientes:
- El juramento de los siete cargos frente a Tebas (del francés: Le serment des sept chefs devant Thèbes), bajorrelieve en yeso, con el que ganó el Premio de Roma en 1839. Conservado en la École nationale supérieure des beaux-arts de París [7]

- algunos bustos:

---busto de Jean-Baptiste Greuze (Tournus, 1725-París, 1805), pintor , de 1849-50, en el Museo del Louvre. Presente en el Salon de 1850, n°3428
---busto de Heródoto, vendido por 800 francos
---busto de Jules Théodore Richomme (1851) , vendido por 800 francos.
- Mucius Scaevola, escultura de mármol blanco, 212 cm de altura, en el parque del Castillo de Compiègne  y
- Estatua de Joseph François Dupleix. de esta pieza existe:

un mármol, presentado en el Salón de 1867 y conservada en Yvelines adquirido por el Estado por 3000 francos
un bronce, fundido por Victor Thiebaut en 1868
- la escultura llamada Indio sentado también conocida como Chactas o Atala de 1844 o 1865,[13]

La pieza en mármol de Chactas o Atala, fue la única pieza que presentó Gruyere al Salon de 1857 (n.º 2924)
- Perseo y la Medusa, escultura de bronce, en el parque Ujazdów de Varsovia[15] Parque ideado por Franciszek Szanior en 1894 con esculturas de Edward Wittig, Pius Weloński y Théodore-Charles de Gruyère. La actual réplica del Perseo fue instalada en 1972.[16]
- La Escultura y la Pintura, frontón de la Ópera de París sobre el texto POESIE LYRIQUE,piedra (1866).[3] De esta pieza se conserva en el Museo de Orsay el modelo en yeso, utilizado para tallar en piedra el altorrelieva instalado en la fachada principal (cuerpo delantero derecho), de la Ópera Garnier.

Dimensiones: 225 cm altura × 900 cm largo. descripción: dos figuras, representando la Pintura y la Escultura. En el centro hay un blasón en el que está grabado PEINTURE - SCULPTURE. A cada lado, sentadas de perfil en el suelo, las figuras de mujer vestidas con túnicas, apoyadas sus espaldas sobre el escudo, sus piernas parcialmente tendidas y sus rostros ligeramente girados al frente. A la derecha, la Pintura portando una paleta en la mano izquierda , parcialmente oculta por su rodilla. En la mano derecha que apolla sobre el suelo (la cornisa en este cas) , sostiene unos pinceles. A sus pies hay un Cupido. La Escultura, al otro lado , lleva un cincel en una mano y un mazo en la otra. A sus pies hay otro Cupido, y junto a éste un busto. El frontón simétrico a éste, que representa las alegorías de la Arquitectura y la Industria es obra de Jean Petit.

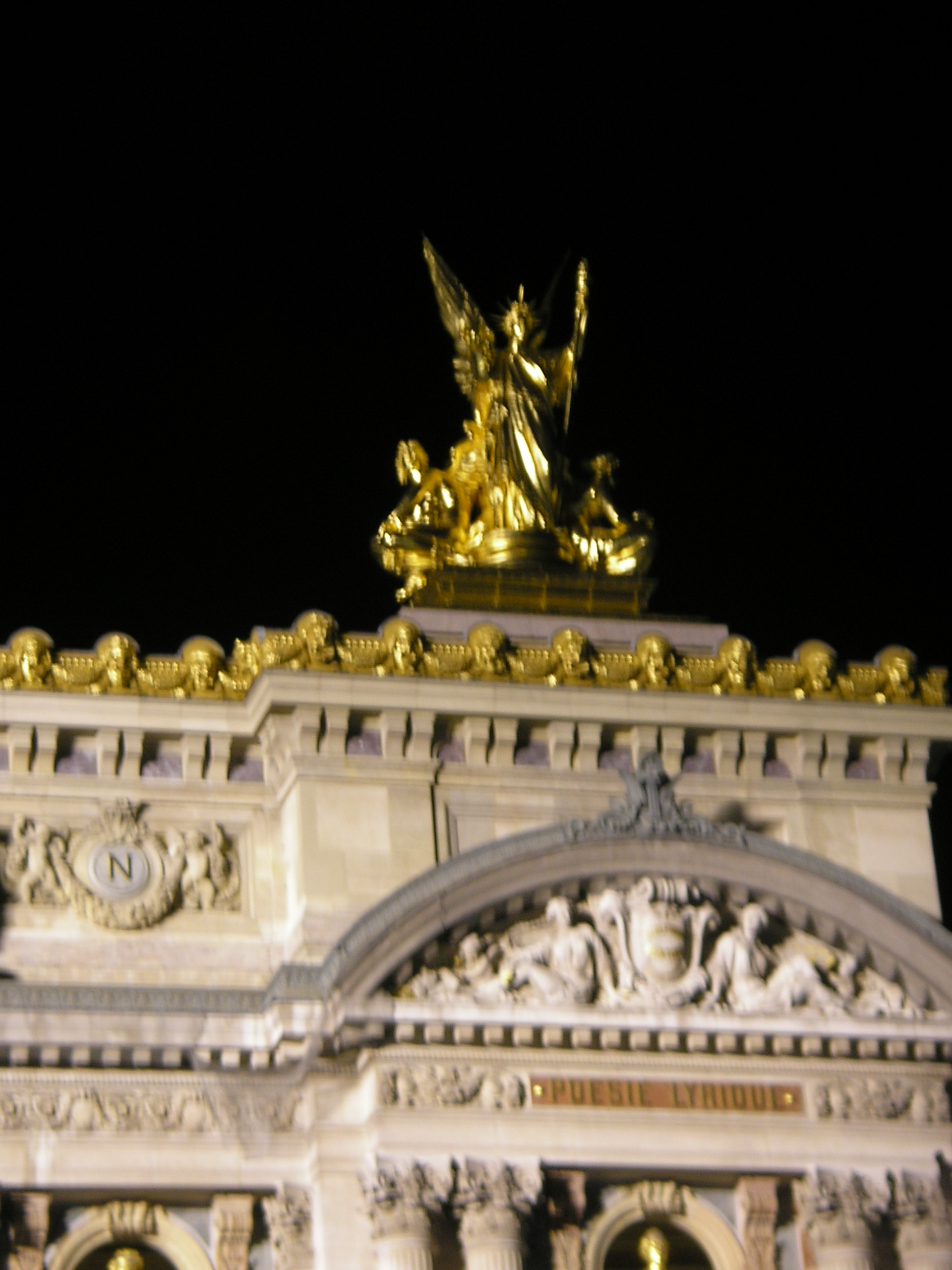
Frontón de la Ópera Garnier. La Escultura y la Pintura custodiando un escudo.
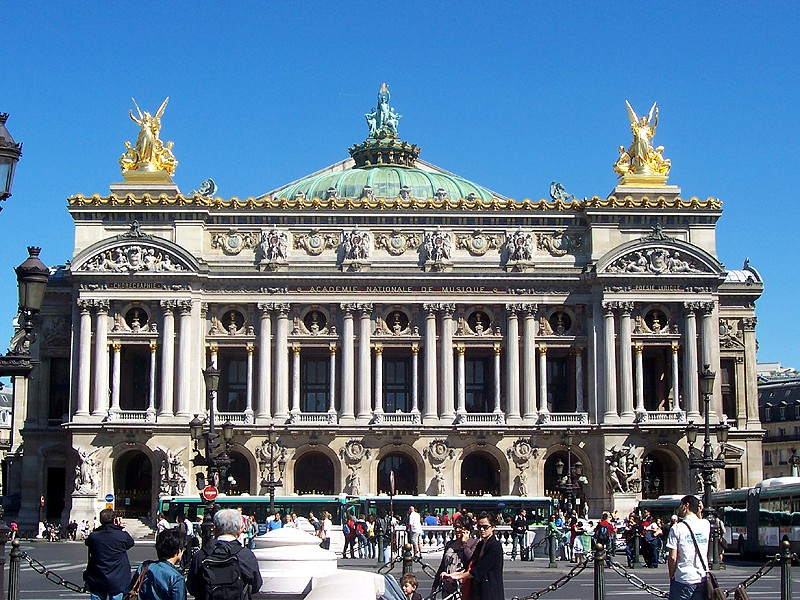
Aspecto general de la fachada. A la derecha arriba, las alegorías de Gruyere.

- las alegorías de Arras y Laon en la fachada de la Gare du Nord[19]
- estatuas de santos para algunas iglesias, incluyendo:

---las esculturas en piedra arenisca de la iglesia de San Agustín de París (1865), 48°52′31.9″N 2°19′7.9″E / 48.875528, 2.318861
---bajorrelieve de Domingo de Guzmán 1867-68. encargo del estado francés, en la fachada de la iglesia Saint-Thomas-d'Aquin , (en la rue de Bac de París). 48°51′23″N 02°19′39″E / 48.85639, 2.32750. El otro relieve es obra de Nicolas Victor Villain, y representa a Tomás de Aquino.
- Adornos escultóricos de la Puerta de los Leones, en el Palacio del Louvre, en el lado que da al río Sena

Cabeza del emperador, piedra calcárea, de 1866. en el Museo del Louvre

Obras de Theodore-Charles Gruyere
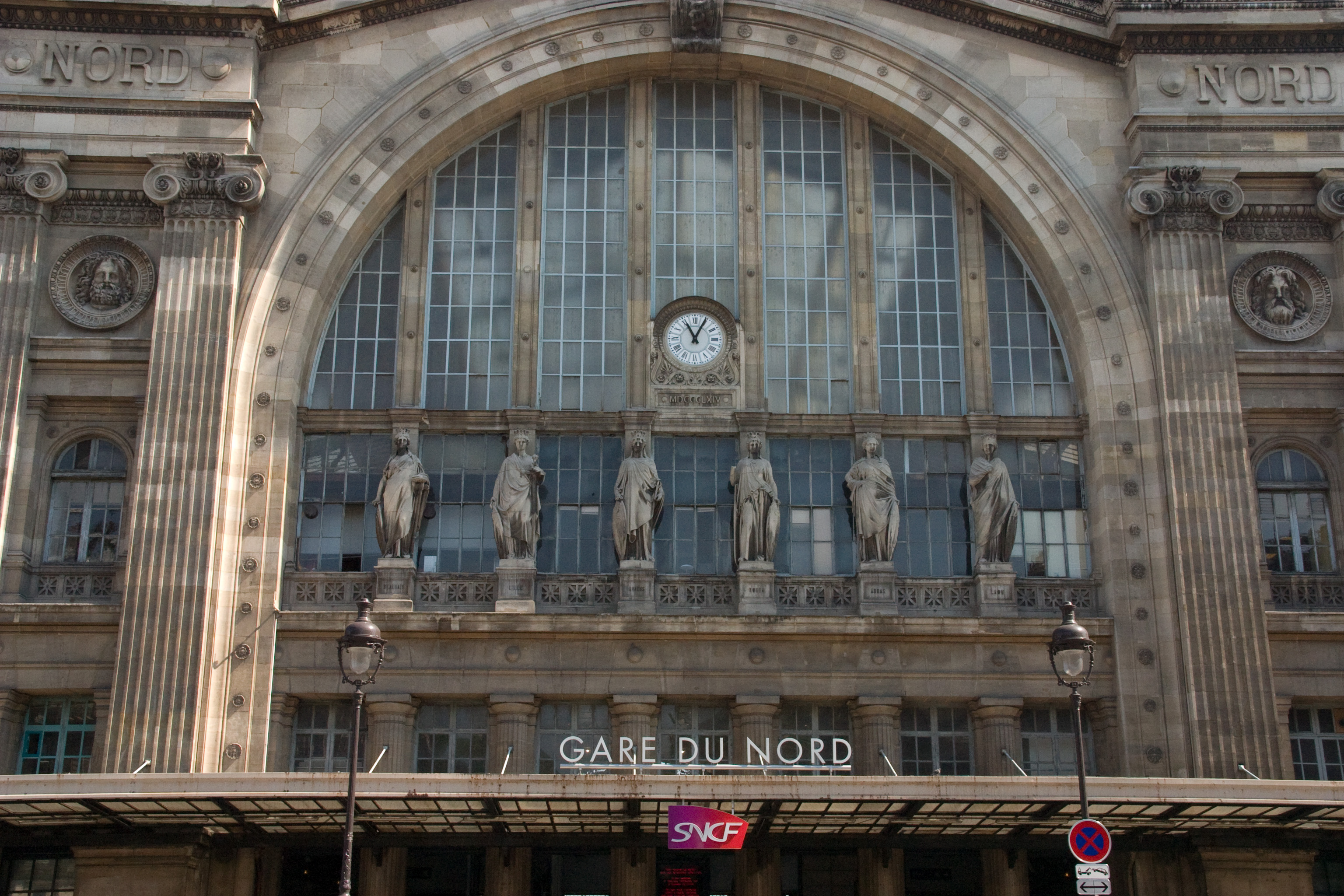
La figura de Arras en la fachada de la Estación de París Norte. La quinta desde la izquierda y Laon, la sexta
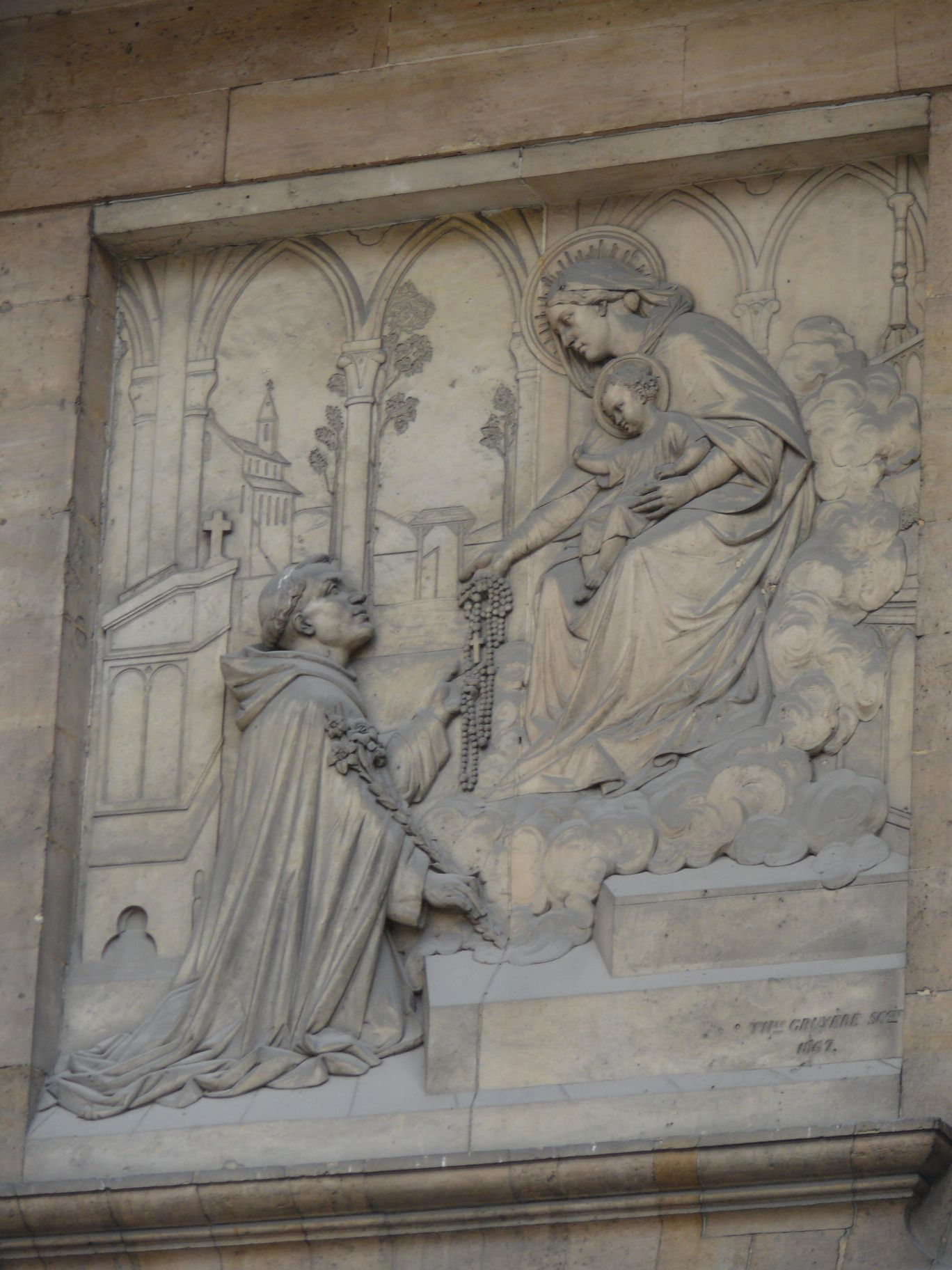
Relieve de Santo Domingo en la iglesia Saint-Thomas-d'Aquin (París)
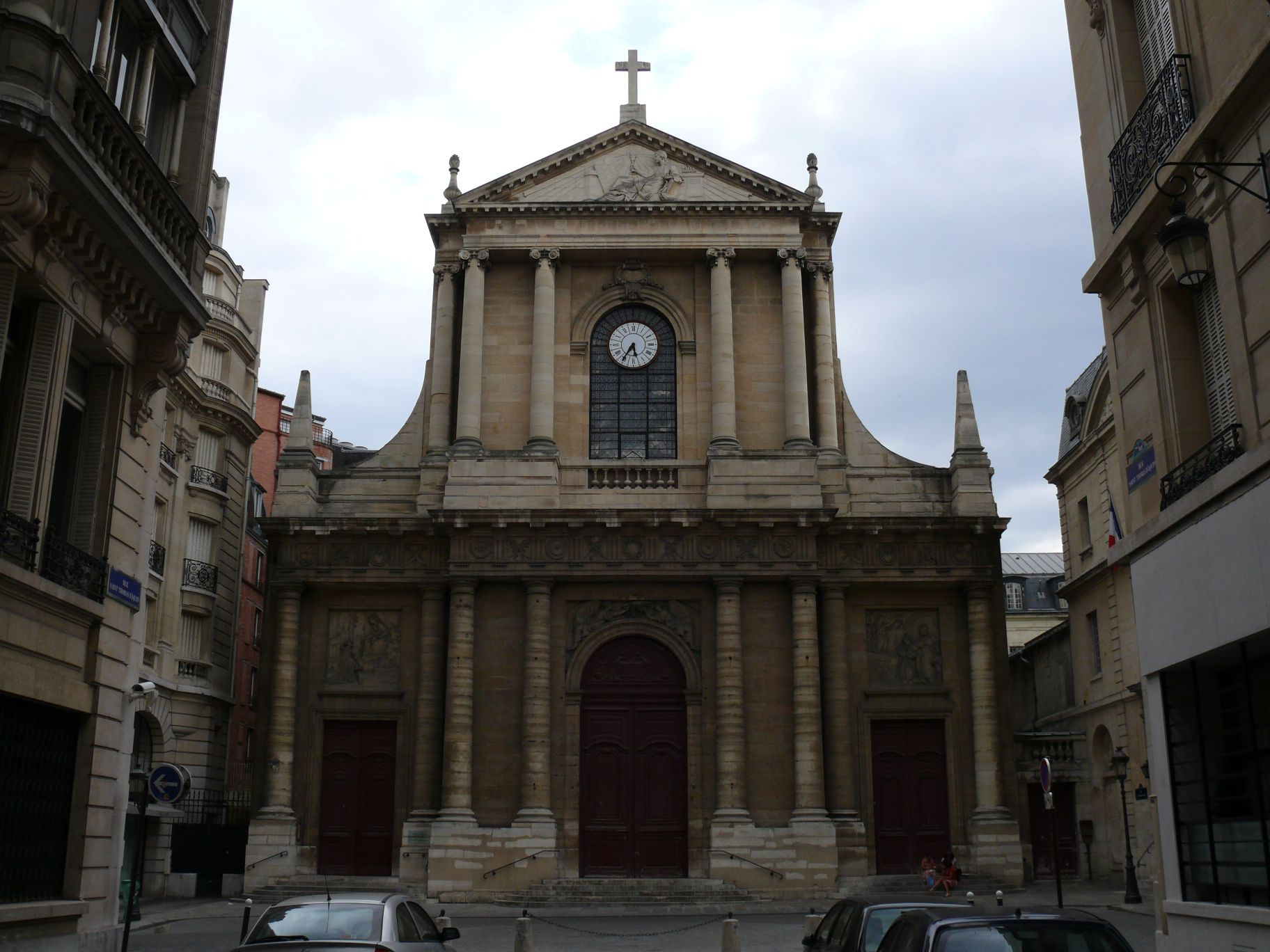
Aspecto general de la fachada de la iglesia Saint-Thomas-d'Aquin (París), a la izquierda el relieve de Gruyere

(pinchar sobre la imagen para agrandar) 